# Konstantín Fomichov
Konstantín Nikoláyevich Fomichov –en ruso, Константин Николаевич Фомичёв– (Ufá, URSS, 30 de agosto de 1977) es un deportista ruso que compitió en piragüismo en la modalidad de aguas tranquilas.
Ganó nueve medallas en el Campeonato Mundial de Piragüismo entre los años 1997 y 2002, y nueve medallas en el Campeonato Europeo de Piragüismo entre los años 1999 y 2008.

## Palmarés internacional
| Campeonato Mundial | Campeonato Mundial | Campeonato Mundial | Campeonato Mundial |
| Año                | Lugar              | Medalla            | Evento             |
| ------------------ | ------------------ | ------------------ | ------------------ |
| 1997               | Dartmouth (Canadá) | Medalla de plata   | C4 1000 m          |
| 1998               | Szeged (Hungría)   | Medalla de plata   | C4 1000 m          |
| 1998               | Szeged (Hungría)   | Medalla de bronce  | C4 200 m           |
| 1999               | Milán (Italia)     | Medalla de oro     | C2 200 m           |
| 1999               | Milán (Italia)     | Medalla de oro     | C4 200 m           |
| 1999               | Milán (Italia)     | Medalla de oro     | C4 500 m           |
| 1999               | Milán (Italia)     | Medalla de oro     | C4 1000 m          |
| 2001               | Poznań (Polonia)   | Medalla de bronce  | C4 500 m           |
| 2002               | Sevilla (España)   | Medalla de plata   | C4 500 m           |
| Campeonato Europeo |                    |                    |                    |
| Año                | Lugar              | Medalla            | Evento             |
| 1999               | Zagreb (Croacia)   | Medalla de oro     | C4 500 m           |
| 1999               | Zagreb (Croacia)   | Medalla de oro     | C4 1000 m          |
| 1999               | Zagreb (Croacia)   | Medalla de bronce  | C4 200 m           |
| 2000               | Poznań (Polonia)   | Medalla de bronce  | C2 200 m           |
| 2001               | Milán (Italia)     | Medalla de oro     | C4 500 m           |
| 2001               | Milán (Italia)     | Medalla de oro     | C4 1000 m          |
| 2002               | Szeged (Hungría)   | Medalla de plata   | C4 500 m           |
| 2002               | Szeged (Hungría)   | Medalla de bronce  | C4 1000 m          |
| 2008               | Milán (Italia)     | Medalla de plata   | C1 1000 m          |